# Etelis oculatus
Etelis oculatus là một loài cá biển thuộc chi Etelis trong họ Cá hồng. Loài cá này được mô tả lần đầu tiên vào năm 1828.

## Từ nguyên
Tính từ định danh oculatus trong tiếng Latinh có nghĩa là “ở mắt”, hàm ý đề cập đến gros-yeux (mắt to), tên thông thường của loài cá này ở Martinique, nơi mà mẫu định danh được thu thập, được tác giả Valenciennes cho là một loài cá mú Serranus với đôi mắt to đặc biệt.

## Phân bố và môi trường sống
E. oculatus có phân bố rộng rãi ở vùng Tây Đại Tây Dương, từ Bermuda và bang North Carolina (Hoa Kỳ) trải dài xuống phía nam, băng qua khắp vịnh México và biển Caribe, dọc theo bờ biển Nam Mỹ đến bang São Paulo (Brasil, bao gồm cả quần đảo Fernando de Noronha và đảo san hô Rocas). Có một mẫu vật được thu thập ở Madeira (Đông Bắc Đại Tây Dương), hiện được lưu giữ tại Bảo tàng Lịch sử Tự nhiên Luân Đôn với danh pháp Serranus oculatus (= E. oculatus).
E. oculatus thường tập trung ở vùng biển có nền đáy nhiều đá, độ sâu khoảng 100–450 m.

## Mô tả
Chiều dài cơ thể lớn nhất được ghi nhận ở E. oculatus lên đến 100 cm, thường bắt gặp với kích thước khoảng 50 cm. Lưng và thân trên có màu hồng sẫm đến đỏ, thân dưới và bụng hồng nhạt hơn, còn các vây màu hồng hoặc trắng, ngoại trừ phần gai vây lưng và toàn bộ vây đuôi màu đỏ rực. Mống mắt đỏ.
Số gai ở vây lưng: 10; Số tia vây ở vây lưng: 10–11; Số gai ở vây hậu môn: 3; Số tia vây ở vây hậu môn: 8; Số tia vây ở vây ngực: 15–16; Số vảy đường bên: 47–50.

## Sinh thái
Thức ăn của E. oculatus bao gồm cá nhỏ, mực và nhiều loài giáp xác khác.
Ở Caribe, đối với cá cái, tất cả những cá thể >54 cm đều đang trong chu kỳ sinh sản, còn quần thể cá đực sinh sản có chiều dài trong khoảng 30–45 cm. Thời điểm sinh sản diễn ra kéo dài từ tháng 11 đến tháng 4 hoặc tháng 5.
Tuổi lớn nhất mà E. oculatus đạt được là 30, đã được biết đến ở vịnh México.

## Thương mại
E. oculatus là một loại cá thực phẩm được đánh giá cao, nhưng những cá thể nhỏ được coi là phụ phẩm trong nghề chài lưới. E. oculatus cũng được khai thác thương mại, ban đầu là từ Tây Ấn thuộc Pháp, và dẵ phát triển hơn nhiều ở Barbados và Puerto Rico.